# Campeonato de Euskadi del Cuatro y Medio 2012
La XXIX edición del Campeonato de Euskadi del Cuatro y Medio, competición de pelota vasca en la variante de pelota mano profesional de primera categoría, se disputó en el año 2012. Fue organizada conjuntamente por Asegarce y ASPE, las dos principales empresas dentro del ámbito profesional de la pelota a mano.
En esta edición se cambió el sistema del campeonato disputándose eliminatorias previas, para luego cruzar a los pelotaris en sendas liguillas de cuartos de final y no en una única liguilla de semifinales como se venía haciendo hasta ahora. En ellas los dos primeros de cada grupo se cruzaban en semifinales con los dos segundos, para obtener una plaza en la final.
La final se disputó el 16 de diciembre de 2012 entre Olaizola II y Bengoetxea VI, ganando el primero al segundo por 22 a 9.

## Pelotaris
En negrita los cabezas de serie
| - Pelotaris de Asegarce: - Albisu - Arretxe II - Bengoetxea VI - Berasaluze VIII - Mendizabal III - Olaetxea - Olaizola I - Olaizola II - Saralegi - Urrutikoetxea |  | - Pelotaris de ASPE: - Aritz Lasa - Barriola - Gonzalez - Idoate - Martínez de Irujo - Merino II - Retegi Bi - Titín III - Xala |

## Rondas previas
| Fecha    | Frontón y localidad                    | Rojo       | Azul     | Tanteo |
| -------- | -------------------------------------- | ---------- | -------- | ------ |
| 29/09/12 | Vall d'Hebron, Barcelona               | Arretxe II | Olaetxea | 22-20  |
| 05/10/12 | Margubete, Santo Domingo de la Calzada | Merino II  | Idoate   | 15-22  |
| 07/10/12 | Astelena, Éibar                        | Aritz Lasa | Idoate   | 17-22  |

## Dieciseisavos de final
| Fecha    | Frontón y localidad      | Rojo       | Azul           | Tanteo |
| -------- | ------------------------ | ---------- | -------------- | ------ |
| 13/10/12 | Frontón Beotibar, Tolosa | Gonzalez   | Urrutikoetxea  | 11-22  |
| 14/10/12 | Astelena, Éibar          | Arretxe    | Mendizabal III | 22-13  |
| 13/10/12 | Frontón Beotibar, Tolosa | Saralegi   | Albisu         | 22-12  |
| 12/10/12 | Jayan Jai, Lecumberri    | Olaizola I | Idoate         | 22-08  |

## Octavos de final
| Fecha    | Frontón y localidad               | Rojo          | Azul            | Tanteo |
| -------- | --------------------------------- | ------------- | --------------- | ------ |
| 19/10/12 | Municipal de Balmaseda, Balmaseda | Bengoetxea VI | Urrutikoetxea   | 22-07  |
| 21/10/12 | Adarraga, Logroño                 | Titin III     | Arretxe II      | 19-22  |
| 22/10/12 | Beotibar, Tolosa                  | Saralegi      | Retegi Bi       | 13-22  |
| 20/10/12 | Bizkaia, Bilbao                   | Olaizola I    | Berasaluze VIII | 11-22  |

## Liguilla de cuartos de final - Grupo A
| Fecha    | Frontón y localidad  | Rojo          | Azul           | Tanteo |
| -------- | -------------------- | ------------- | -------------- | ------ |
| 27/10/12 | Labrit, Pamplona     | Olaizola II   | Bengoetexea VI | 22-13  |
| 26/10/12 | Frontón ..., Hendaya | Xala          | Arretxe II     | 12-22  |
| 05/11/12 | Beotibar, Tolosa     | Olaizola II   | Arretxe II     | 22-13  |
| 02/11/12 | Amazabal, Leiza      | Xala          | Bengoetxea VI  | 20-22  |
| 12/11/12 | Beotibar, Tolosa     | Olaizola II   | Xala           | 22-06  |
| 10/11/12 | Labrit, Pamplona     | Bengoetxea VI | Arretxe II     | 22-12  |

### Clasificación de la liguilla
| Pelotari      | Pelotari | Partidos jugados | Partidos ganados | Partidos perdidos | Puntos a favor | Puntos en contra | Dif. |
| ------------- | -------- | ---------------- | ---------------- | ----------------- | -------------- | ---------------- | ---- |
| Olaizola II   |          | 3                | 3                | 0                 | 66             | 32               | +34  |
| Bengoetxea VI |          | 3                | 2                | 1                 | 57             | 54               | +3   |
| Arretxe II    |          | 3                | 1                | 2                 | 47             | 56               | -9   |
| Xala          |          | 3                | 0                | 3                 | 38             | 66               | -28  |

## Liguilla de cuartos de final - Grupo B
| Fecha    | Frontón y localidad                | Rojo              | Azul              | Tanteo |
| -------- | ---------------------------------- | ----------------- | ----------------- | ------ |
| 28/10/12 | Astelena, Éibar                    | Martínez de Irujo | Retegi Bi         | 22-18  |
| 29/10/12 | Santanape, Guernica                | Barriola          | Berasaluze VIII   | 11-22  |
| 03/11/12 | Labrit, Pamplona                   | Berasaluze VIII   | Martínez de Irujo | 22-21  |
| 04/11/12 | Bizkaia, Bilbao                    | Barriola          | Retegi Bi         | 22-15  |
| 11/11/12 | Astelena, Éibar                    | Barriola          | Martínez de Irujo | 10-22  |
| 09/11/12 | Frontón Municipal Beasáin, Beasáin | Berasaluze VIII   | Retegi Bi         | 22-13  |

### Clasificación de la liguilla
| Pelotari          | Pelotari | Partidos jugados | Partidos ganados | Partidos perdidos | Puntos a favor | Puntos en contra | Dif. |
| ----------------- | -------- | ---------------- | ---------------- | ----------------- | -------------- | ---------------- | ---- |
| Berasaluze VIII   |          | 3                | 3                | 0                 | 66             | 45               | +21  |
| Martínez de Irujo |          | 3                | 2                | 1                 | 65             | 50               | +15  |
| Abel Barriola     |          | 3                | 1                | 2                 | 43             | 59               | -16  |
| Retegi Bi         |          | 3                | 0                | 3                 | 46             | 66               | -20  |

## Semifinales
| Fecha    | Frontón y localidad | Rojo          | Azul              | Tanteo |
| -------- | ------------------- | ------------- | ----------------- | ------ |
| 17/11/12 | Labrit, Pamplona    | Bengoetxea VI | Berasaluze VIII   | 22-16  |
| 25/11/12 | Bizkaia, Bilbao     | Olaizola II   | Martínez de Irujo | 22-18  |

## Final
| Fecha    | Frontón y localidad | Rojo        | Azul          | Tanteo |
| -------- | ------------------- | ----------- | ------------- | ------ |
| 16/12/12 | Ogueta, Vitoria     | Olaizola II | Bengoetxea VI | 22-09  |